# An Sang-hyun
Đây là một tên người Triều Tiên, họ là Ahn.
An Sang-Hyun (tiếng Hàn: 안상현; sinh ngày 5 tháng 3 năm 1986) là một cầu thủ bóng đá Hàn Quốc hiện tại thi đấu ở vị trí tiền vệ cho Seongnam FC.

## Sự nghiệp câu lạc bộ
Sinh ra ở Paju, An khởi đầu sự nghiệp ở FC Seoul, sau đó còn được biết với tên Anyang LG Cheetahs năm 2002. Quá trình 7 năm với câu lạc bộ, anh chỉ ra sân 11 lần tại K League, 10 trong số đó là năm 2007, trong mùa giải đầu tiên Şenol Güneş tiếp quản câu lạc bộ.
Vào tháng 7 năm 2009, An đồng ý một hợp đồng cho mượn đến Gyeongnam FC trong phần còn lại của mùa giải 2009, và ở lại Gyeongnam đến năm 2010. An trở thành cầu thủ ra sân thường xuyên cho câu lạc bộ mới, thi đấu 35 trận trong 18 tháng.
Ngày 25 tháng 2 năm 2011, An gia nhập Daegu FC. An ra mắt cho Daegu FC ngày 13 tháng 3 trước Gangwon FC trong chiến thắng 1–0 trên sân nhà.

## Sự nghiệp quốc tế
An từng đại diện Hàn Quốc ở các cấp độ U-17 và U-20. Năm 2003, anh là một phần của đội tuyển đến Phần Lan tham dự Giải vô địch bóng đá U-17 thế giới, và thi đấu trong cả ba trậ vòng bảng.

## Thống kê sự nghiệp câu lạc bộ
| Thành tích câu lạc bộ | Thành tích câu lạc bộ | Thành tích câu lạc bộ | Giải vô địch | Giải vô địch | Cúp     | Cúp       | Cúp Liên đoàn | Cúp Liên đoàn | Châu lục | Châu lục  | Tổng cộng | Tổng cộng |
| Mùa giải              | Câu lạc bộ            | Giải vô địch          | Số trận      | Bàn thắng    | Số trận | Bàn thắng | Số trận       | Bàn thắng     | Số trận  | Bàn thắng | Số trận   | Bàn thắng |
| Hàn Quốc              | Hàn Quốc              | Hàn Quốc              | Giải vô địch | Giải vô địch | Cúp KFA | Cúp KFA   | Cúp Liên đoàn | Cúp Liên đoàn | Châu Á   | Châu Á    | Tổng cộng | Tổng cộng |
| --------------------- | --------------------- | --------------------- | ------------ | ------------ | ------- | --------- | ------------- | ------------- | -------- | --------- | --------- | --------- |
| 2002                  | Anyang LG Cheetahs    | K League 1            | 0            | 0            | 0       | 0         | 0             | 0             | 0        | 0         | 0         | 0         |
| 2003                  | Anyang LG Cheetahs    | K League 1            | 0            | 0            | 0       | 0         | -             | -             | -        | -         | 0         | 0         |
| 2004                  | FC Seoul              | K League 1            | 0            | 0            | 0       | 0         | 1             | 0             | -        | -         | 1         | 0         |
| 2005                  | FC Seoul              | K League 1            | 1            | 0            | 0       | 0         | 0             | 0             | -        | -         | 1         | 0         |
| 2006                  | FC Seoul              | K League 1            | 0            | 0            | 0       | 0         | 1             | 1             | -        | -         | 1         | 1         |
| 2007                  | FC Seoul              | K League 1            | 10           | 1            | 0       | 0         | 1             | 0             | -        | -         | 11        | 1         |
| 2008                  | FC Seoul              | K League 1            | 0            | 0            | 0       | 0         | 1             | 0             | -        | -         | 1         | 0         |
| 2009                  | FC Seoul              | K League 1            | 0            | 0            | 0       | 0         | 0             | 0             | 0        | 0         | 0         | 0         |
| 2009                  | Gyeongnam FC          | K League 1            | 9            | 0            | 0       | 0         | 0             | 0             | -        | -         | 9         | 0         |
| 2010                  | Gyeongnam FC          | K League 1            | 19           | 0            | 2       | 0         | 5             | 0             | -        | -         | 26        | 0         |
| 2011                  | Daegu FC              | K League 1            | 1            | 0            |         |           |               |               | -        | -         | 1         | 0         |
| Tổng cộng sự nghiệp   | Tổng cộng sự nghiệp   | Tổng cộng sự nghiệp   | 40           | 1            | 2       | 0         | 9             | 1             | 0        | 0         | 51        | 2         |